# 19003 Ерінфрай
19003 Ерінфрай (19003 Erinfrey) — астероїд головного поясу, відкритий 1 вересня 2000 року.
Тіссеранів параметр щодо Юпітера — 3,319.